# Strada statale 684 Tangenziale Sud di L'Aquila
La strada statale 684 Tangenziale Sud di L'Aquila (SS 684) è una strada statale italiana il cui percorso si snoda interamente in Abruzzo, nel territorio del comune dell'Aquila. È una strada statale a carreggiata unica, con una corsia per senso di marcia.

## Itinerario
Il tratto aperto attualmente e classificato come Tangenziale Sud ha inizio dalla variante sud della SS 17, ad ovest del capoluogo abruzzese, nei pressi di una zona commerciale. Da qui prosegue in direzione sud-est e, attraverso una galleria, supera il monte Luco, sfociando infine sulla SP 120 Mausonia in località Pianola.
Il progetto definitivo dovrebbe vederla riunita con la Tangenziale Est mediante l'adeguamento della già esistente via Mausonia.
La classificazione attuale è avvenuta col decreto del presidente del Consiglio dei ministri del 23 novembre 2004 ed è caratterizzata dal seguente itinerario: "Innesto con la S.S. n. 17 presso L'Aquila - Innesto con la S.P. Mausonia presso L'Aquila".
Nel settembre 2009 è stato classificato come parte integrante di questa arteria un vecchio tratto della SP 120, permettendo così di raggiungere l'intersezione con la SR 615 in località Pianola; successivamente questo tratto è stato escluso riportando l'itinerario a quello della sua istituzione.

## Tracciato
| Tangenziale Sud di L'Aquila |                                |      |      | |           |
| Tipo                        | Nome svincolo                  | ↓km↓ | ↑km↑ | Note                                                                                                 | Provincia |
|                             | Zona industriale Campo di Pile | 0,0  | 3,5  | | AQ        |
|                             | Roma-Teramo Antrodoco-L'Aquila | -    | 3,0  | Lo svincolo non presenta rampe di ingresso in direzione est-ovest e di uscita in direzione ovest-est | AQ        |
|                             | Galleria Monteluco             | 0,9  | 0,5  | Galleria a canna singola, lunghezza 1850 m                                                           | AQ        |
|                             | Pescara-Avezzano L'Aquila      | 3,5  | 0    | | AQ        |

## Strada statale 684 dir Tangenziale Sud di L'Aquila
La strada statale 684 dir Tangenziale Sud di L'Aquila (SS 684 dir) è una strada statale italiana il cui percorso si snoda interamente nel comune dell'Aquila.
Si tratta di un'opera funzionale al riassetto urbanistico resosi necessario dopo il terremoto dell'Aquila del 2009, in seguito al quale fu attuato il Progetto C.A.S.E. con la costruzione di un nuovo quartiere alle porte del centro abitato di Bazzano.
L'arteria, inaugurata il 6 agosto 2015, consente un ulteriore accesso a questa zona provenendo da sud in quanto collega la SP Mausonia alla strada statale 17 ter dell'Appennino Abruzzese, decongestionando parzialmente la stessa Bazzano e la strada statale 17 dell'Appennino Abruzzese e Appulo Sannitico. Classificata nel corso dello stesso anno, è contraddistinta dal seguente itinerario: "Innesto in rotatoria con la S.C. Mausonia (km 0+000) - Innesto con la S.S. n. 17 Ter (km 0+708)".